# Schaufelläufer

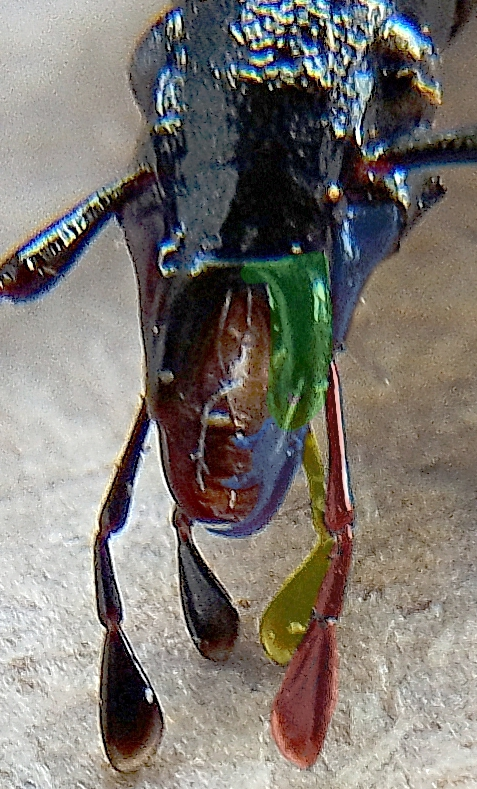
Mundwerkzeuge Cychrus spinicollis, rechts teilweise koloriert: blau:Oberkiefer, teilweise verdeckt von grün: Oberlippe; rot: Kiefertaster; gelb: Lippentaster

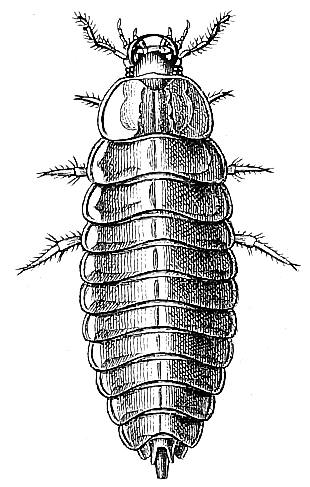
Larve von Cychrus caraboides nach Reitter

Die Schaufelläufer (Cychrus) stellen eine Gattung der Laufkäfer (Carabidae) dar. Es handelt sich bei ihnen um meist schwarze, unverkennbare Käfer mit einer Körpergröße von 12 bis 20 Millimetern. In Europa leben 14 Arten dieser Gattung, zwei davon sind auch in Deutschland zu finden.

## Merkmale
Das auffälligste Merkmal der Schaufelläufer ist der langgezogene Kopf mit den weit nach vorn reichenden, gezahnten Mandibeln (cychroide Kopfform). Hinzu kommen die Endglieder der Kiefertaster, die schaufelartig verbreitert sind und dem Käfer den deutschen Namen gegeben haben. Die schwarzen Flügeldecken sind hochgewölbt und umgreifen nach unten einen Teil der Bauchseite, wo sie die Tracheenöffnungen bedecken. Weitere Bestimmungsmerkmale sind die vier kahlen Antennengrundglieder.
Die Schaufelläufer sind spezialisierte Schneckenfresser, die vor allem Gehäuseschnecken und Nacktschnecken, aber auch Regenwürmer jagen. Der Kopf und die Mandibeln sind zu diesem Zweck verlängert und die Überdeckung der Atemöffnungen durch die Flügeldecken dient als Schutz gegen den Schleim, der ansonsten die Stigmen verkleben würde. Alle Schaufelläufer können bei Gefahr zirpende Geräusche abgeben (Stridulation), die durch ein Reiben der letzten Hinterleibssegmente an den Flügeldecken entstehen.

## Arten
In Europa leben 14 Arten der Gattung Cychrus, zwei davon sind in Deutschland zu finden, vier weitere im mitteleuropäischen Raum.
- Gewöhnlicher Schaufelläufer (Cychrus caraboides)
- Schmaler Schaufelläufer oder Berg-Schaufelläufer (Cychrus attenuatus)
- Cychrus angustatus
- Cychrus schmidtii
- Cychrus cordicollis
- Cychrus italicus

Auswahl weiterer Arten:
- Cychrus spinicollis

## Beleg
1. ↑  wohl nach dem gr. Halbgott Κυχρεύς (Kychreus) benannt, der die Insel Salamis von einer riesigen Schlange (Anspielung Fabricius' auf Nacktschnecke (Arion) oder Regenwurm ?) befreite [Pape 1880, Gr.-Wb.: Eigennamen].

## Wissenschaftliche Literatur
- Claridge MF (1974): Stridulation and defensive behaviour in the Gorund Beetle Cychrus caraboides (L.); Journal of Entomology (A) 49, 7-15